# Futabayama Sadaji
Futabayama Sadaji  (双葉山 定次?), pseudonimo di Sadaji Akiyoshi (龝吉 定次?, Akiyoshi Sadaji; Ōita, 9 febbraio 1912 – 16 dicembre 1968), è stato un lottatore di sumo giapponese.

## Carriera
Debuttò nel sumo nel 1927, a soli 15 anni. Fu il trentacinquesimo yokozuna nella storia dal 1937 al 1945. Con la sua agilità e la sua potenza, Futabayama riuscì a stabilire il record di 69 vittorie consecutive, record imbattuto ancora oggi, anche se le regole e l'organizzazione dei tornei è completamente cambiata da allora. Il suo successo fu tale che il Nihon Sumo Kyōkai aumentò il numero dei giorni di un basho da 11 a 13 e infine a 15. Ha ottenuto ben 12 yusho, in un periodo in cui i tornei in un anno erano solamente due (negli anni '50 il numero venne esteso a sei).